# Венцеслав Димитров
Венцеслав Асенов Димитров (или Венцислав Асенов Димитров) е български политик. Народен представител е: от СДС в VII велико народно събрание и в XXXVI народно събрание, от Народен съюз в XXXVII народно събрание, от Обединение за национално спасение в XXXVIII народно събрание.
Един от най-активните агитатори е за завръщане в страната на Симеон Сакскобургготски. През 1994 г. напуска СДС и ОХДЦ, една година след като за председател на тази партия е избран Стефан Софиянски. Сред учредителите е на НДСВ и през 2001 г. е поставен за водач на листата на коалицията в Разград, но е изваден от там заради данни, че е бил сътрудник на Държавна сигурност преди 1989 г. Въпреки че според последвало решение на съда няма данни Димитров да е бил сътрудник на ДС и че той трябва да бъде върнат в листите, в крайна сметка той остава извън тях и извън парламента.

## Агентурна дейност
С Решение № 9 от 25.07.2007 г. на Комисията за разкриване на документите и за обявяване на принадлежност на български граждани към Държавна сигурност и разузнавателните служби на БНА се оповестява агентурната дейност на Венцислав Асенов Димитров в качеството на агент с псевдоним „Попов“ . Името му се споменава още и в Решение № 14 от 04.09.2007 г. на Комисията за разкриване на документите и за обявяване на принадлежност на български граждани към Държавна сигурност и разузнавателните служби на БНА .